# Ensemble historique
En Espagne, un ensemble historique appelé également ensemble historico-artistique (en espagnol conjunto histórico-artístico), regroupe tous les biens déclarés comme monuments historiques dans une localité déterminée.

## Présentation
Un ensemble historique est l'un des cinq types de biens immeubles d'intérêt culturel, avec le monument historique, le jardin historique, le site historique et la zone archéologique. Il fait l'objet d'une déclaration légale et sa protection est réglementée par le ministère de la culture espagnol.